# هند خضرا
هند خضرا (5 يناير 1990-) ممثلة لبنانية.

## حياتها
درست في جامعة لويز فكمان تخصص الفلسفة، وحاصلة على بكالوريوس في الإعلام والفنون من الجامعة اللبنانية الأمريكية
انطلاقتها كانت من خلال مسلسل الشحرورة لكن شهرتها جاءت بعد مشاركتها بمسلسل الهيبة بأجزائه الثلاثة بشخصية «ريما»

## حياتها الأسرية
في أكتوبر 2021 تزوجت من اللبناني محمد فنيش.

## أعمالها

### الأعمال التلفزيونية
| سنة الإنتاج | اسم المسلسل   | الشخصية |
| ----------- | ------------- | ------- |
| 2011        | الشحرورة      | رولا    |
| 2017        | الهيبة        | ريما    |
| 2018        | الهيبة العودة | ريما    |
| 2018        | بوح السنابل   | حوراء   |
| 2019        | الهيبة الحصاد | ريما    |
| 2019        | غرس الود      | غادة    |
| 2019        | موجة غضب      | داليا   |
| 2020        | مرايا الزمن   | سلمى    |
| 2020        | دانتيل        | يارا    |
| 2020        | رصيف الغرباء  | نيللي   |
| 2021        | خرزة زرقا     | غيدا    |
| 2021        | باب الجحيم    |         |
| 2021        | الهيبة جبل    | ريما    |

### في السينما
| سنة الإنتاج | الفيلم  | الشخصية |
| ----------- | ------- | ------- |
| 2015        | بالحلال | بتول    |

### في المسرح
| سنة الإنتاج | المسرحية | الشخصية |
| ----------- | -------- | ------- |
| 2019        | ستاند أب |         |

## جوائز
- لبنان: أفضل ممثلة لبنانية شابة" في مهرجان "أفضل" 2019[4]

## وصلات خارجية
لا توجد روابط لمواقع التواصل الاجتماعي.